# Schirrhein
Schirrhein [ʃiʁain]  est une commune française localisée dans la circonscription administrative du Bas-Rhin et, depuis le 1er janvier 2021, dans le territoire de la collectivité européenne d'Alsace, en région Grand Est.
Cette commune se trouve dans la région historique et culturelle d'Alsace.

## Géographie

### Situation géographique
Schirrhein se situe à 27 km au nord de Strasbourg, à 8 km à l'ouest de Haguenau, et 6,6 km de la frontière allemande. Le village est traversé par la route départementale no 37 qui relie Hoerdt à Forstfeld en passant par Bischwiller et Soufflenheim. La ligne de chemin de fer Haguenau - Rastatt traverse la commune, mais elle est fermée depuis les années 1960.
Le village est coincé entre la lisière sud de la forêt de Haguenau et une terrasse qui surplombe abruptement le Petit Ried (zone inondable et humide du Rhin au nord de Strasbourg) d'environ 20 m. Ainsi, le ban communal se divise en deux zones naturelles bien distinctes : la partie haute, la hardt, dont l'altitude maximale atteint les 141 m sur la place du Tumulus, et la partie basse, le ried, où se situe le point le plus bas du ban à 118 m d'altitude dans une prairie appelé le Bosch. Cette topographie est la raison pour laquelle le village a un aspect particulier. En effet, il s'étire le long d'une artère principale sur près de 2,5 km et avait jadis l'aspect d'un village-rue. Le village est totalement attenant à Schirrhoffen, si bien que l'on ne remarque même pas que l'on passe d'un village à l'autre.

### Communes limitrophes
| Haguenau             | Schirrhoffen |              |
|                      | Schirrhein   | Soufflenheim |
| Oberhoffen-sur-Moder |              | Drusenheim   |

### Géologie
Le territoire communal est situé dans la plaine d'Alsace, partie intégrante du fossé rhénan. Ce dernier, dès le début de sa formation il y a 35 millions d'années, a peu à peu été comblé par des sédiments marins pendant la période Oligocène, puis fluviale de la fin du Miocène (11Ma) jusqu'à nos jours. Au cours du Pliocène (5Ma) et jusqu'au milieu du Pléistocène (1Ma) au début du Quaternaire, le territoire correspondant au ban communal se trouvait alors sur le cône de déjection des rivières vosgiennes qui sont la Moder, l'Eberbach et la Sauer. Ces cours d'eau ont déposé les sables et les argiles affleurants aujourd'hui sur la hardt et dans la forêt de Haguenau. À cette époque, le Rhin ne coulait pas encore en direction du nord à partir de Bâle, mais traversait le Sundgau (sud de l'Alsace) vers l'ouest.
Peu avant la glaciation de Günz (environ 1 Ma), le Rhin pris sa direction actuelle vers la nord. Au gré des périodes glaciaires et interglaciaires qui suivirent, le fleuve a tour-à-tour creusé son lit majeur dans les sables des rivières vosgiennes, donnant naissance à l'actuelle terrasse ou, à l'inverse, il a déposé des alluvions, notamment la couche de gravier affleurant aujourd'hui dans le ried. Ce gravier fit l'objet d'une extraction par la société Eurovia à la gravière de Schirrhein jusque dans les années 2000.

### Hydrographie

#### Réseau hydrographique
La commune est dans le bassin versant du Rhin au sein du bassin Rhin-Meuse. Le ban communal est traversé par des cours d'eau mineurs, au premier desquels, le Fallgraben, qui coule en direction du nord-est au pied de la terrasse. À proximité de la commune, dans la forêt, coule également l'Eisenbaechel et le Brunnbach. Le village en lui-même est traversé par plusieurs petits ruisseaux provenant de la forêt de Haguenau, tel que le Boschgraben, le Herzlukegraben et le Grimmelslachgraben, tous rejoignant le Fallgraben. Ces petits cours d'eau sont aujourd'hui très fortement anthropisés (canalisation, rectification, busage), à tel point qu'ils ont quasiment disparu du paysage et de la mémoire des habitants.
Dans le ried, l'aquifère présent est celui de la nappe phréatique rhénane. Abondante et affleurante une partie de l'année, elle contribue à maintenir une certaine humidité dans cette zone. Sa profondeur ne descend jamais en dessous de 1 m par rapport à la surface du sol. Sur la hardt, seul sont présents de petits aquifères perchés et peu abondants, dont la profondeur oscille entre 2 et 6 m par rapport au terrain naturel. Il en résulte une ambiance beaucoup plus sèche que dans le ried.
Le Fallgraben, d'une longueur de 14 km, prend sa source dans la commune de Oberhoffen-sur-Moder et se jette dans l'Eberbach à Soufflenheim, après avoir traversé cinq communes.

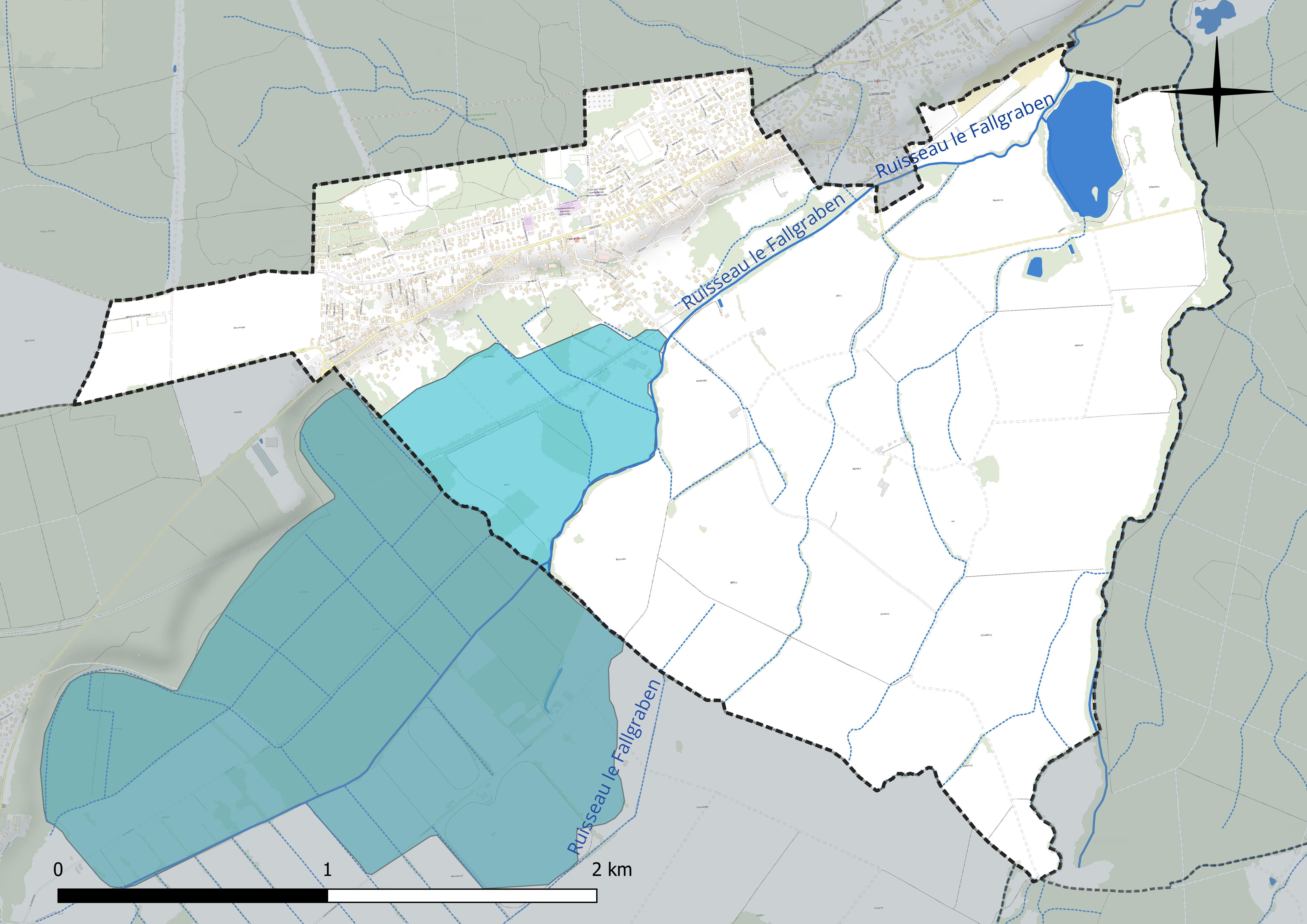
Réseau hydrographique de Schirrhein.

#### Gestion et qualité des eaux
Le territoire communal est couvert par le schéma d'aménagement et de gestion des eaux (SAGE) « Ill Nappe Rhin ». Ce document de planification concerne la nappe phréatique rhénane, les cours d'eau de la plaine d'Alsace et du piémont oriental du Sundgau, les canaux situés entre l'Ill et le Rhin et les zones humides de la plaine d'Alsace. Le périmètre s’étend sur 3 596 km2. Il a été approuvé le 17 janvier 2005. La structure porteuse de l'élaboration et de la mise en œuvre est la région Grand Est.
La qualité des cours d’eau peut être consultée sur un site dédié géré par les agences de l’eau et l’Agence française pour la biodiversité.

### Climat
Pour des articles plus généraux, voir Climat du Grand Est et Climat du Bas-Rhin.
En 2010, le climat de la commune est de type climat des marges montargnardes, selon une étude du Centre national de la recherche scientifique s'appuyant sur une série de données couvrant la période 1971-2000. En 2020, Météo-France publie une typologie des climats de la France métropolitaine dans laquelle la commune est exposée à un climat semi-continental et est dans la région climatique Alsace, caractérisée par une pluviométrie faible, particulièrement en automne et en hiver, un été chaud et bien ensoleillé, une humidité de l’air basse au printemps et en été, des vents faibles et des brouillards fréquents en automne (25 à 30 jours).
Pour la période 1971-2000, la température annuelle moyenne est de 10,8 °C, avec une amplitude thermique annuelle de 17,9 °C. Le cumul annuel moyen de précipitations est de 820 mm, avec 10,8 jours de précipitations en janvier et 10 jours en juillet. Pour la période 1991-2020, la température moyenne annuelle observée sur la station météorologique de Météo-France la plus proche, « Preuschdorf », sur la commune de Preuschdorf à 18 km à vol d'oiseau, est de 11,3 °C et le cumul annuel moyen de précipitations est de 834,2 mm. 
La température maximale relevée sur cette station est de 39,8 °C, atteinte le 4 juillet 2015 ; la température minimale est de −19,9 °C, atteinte le 8 janvier 1985,,.
Les paramètres climatiques de la commune ont été estimés pour le milieu du siècle (2041-2070) selon différents scénarios d'émission de gaz à effet de serre à partir des nouvelles projections climatiques de référence DRIAS-2020. Ils sont consultables sur un site dédié publié par Météo-France en novembre 2022.

## Urbanisme

### Typologie
Au 1er janvier 2024, Schirrhein est catégorisée bourg rural, selon la nouvelle grille communale de densité à sept niveaux définie par l'Insee en 2022.
Elle appartient à l'unité urbaine de Schirrhein, une agglomération intra-départementale regroupant deux  communes, dont elle est ville-centre,,. Par ailleurs la commune fait partie de l'aire d'attraction de Haguenau, dont elle est une commune de la couronne,. Cette aire, qui regroupe 34 communes, est catégorisée dans les aires de 50 000 à moins de 200 000 habitants,.

### Occupation des sols
L'occupation des sols de la commune, telle qu'elle ressort de la base de données européenne d’occupation biophysique des sols Corine Land Cover (CLC), est marquée par l'importance des territoires agricoles (79,5 % en 2018), en diminution par rapport à 1990 (81,5 %). La répartition détaillée en 2018 est la suivante : terres arables (77,4 %), zones urbanisées (16,2 %), forêts (3,3 %), zones agricoles hétérogènes (2 %), milieux à végétation arbustive et/ou herbacée (1,1 %). L'évolution de l’occupation des sols de la commune et de ses infrastructures peut être observée sur les différentes représentations cartographiques du territoire : la carte de Cassini (XVIIIe siècle), la carte d'état-major (1820-1866) et les cartes ou photos aériennes de l'IGN pour la période actuelle (1950 à aujourd'hui).

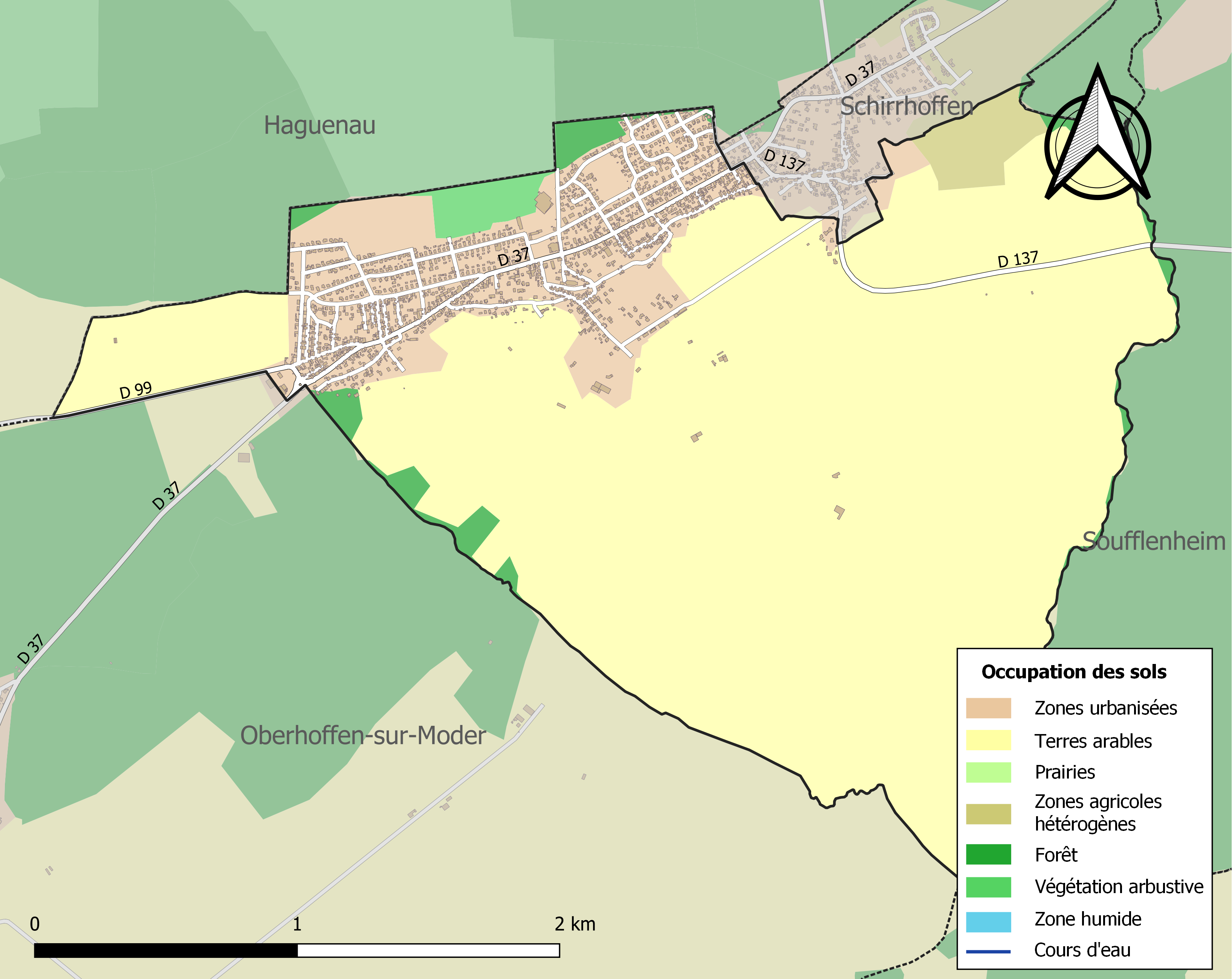
Carte des infrastructures et de l'occupation des sols de la commune en 2018 (CLC).

Jadis, les maisons étaient toutes construites d'un seul côté de l'artère principale, l'autre étant occupé par le massif forestier, d'où le dicton qu'à Schirrhein « were d'Eierküeche numme uff einere Sitt gebache » (Les crêpes ne sont cuites que d'un côté).

## Toponymie
Durant la période de rattachement de l'Alsace-Lorraine à l'Empire allemand (1871-1918), Schirrhein était appelée Schirrheim. (noter le m final, toujours présent dans le nom d'une « route de Schirrheim » de la ville de Haguenau toute proche).
Le nom « Schirrhein » a une double racine : 
```
1) Schüre ou Schir et Hof. Schüre ou Schir, en allemand moderne 
schier
, 
skiari
 en 
vieux haut allemand
, "schier" en 
moyen haut allemand
 signifie presque, près de;
2) Ried, en allemand moderne, "(h)riot" en vieux haut allemand, "riet" en moyen haut allemand désigne une zone défrichée ou une zone marécageuse, un pré inondable, une zone humide très boisée.
```

"Schürrieth ou Schirrieth" signifie donc à proximité ou près d'une zone défrichée ou d’une zone marécageuse, d’un pré inondable, d’une zone humide très boisée.
Le nom du village a évolué au cours du temps. Il était :
- Rieth, en 1257
- Schürrieth, en 1313
- Schirriet, en 1521
- Schürrain, en 1601
- Schürrein, en 1631
- Scheureut, en 1656
- Schierem, en 1753
- Giraine, en 1756
- Schirème, en 1769
- Schirreit, en 1791
- Schirrein, en 1795
- Schierheim, en 1796
- Schirrhein, en 1870

## Histoire
L'Histoire de Schirrhein est indissociable de celle Schirrhoffen, les deux territoires n'en formant au départ qu'un seul. C'est au XIVe siècle environ que le domaine du village fût séparé en deux parties.

### Préhistoire
Les premières traces d'occupation humaine du site remontent au néolithique (9000-2200 av. J.-C.) comme l'attestent les haches et autres outils de pierre retrouvés sur la zone et datés de cette période.

### Antiquité
Le site est plus densément peuplé à partir de l'âge du bronze (2200 av. J.-C.). Les nombreux tumulus présents dans la forêt environnante atteste une présence humaine continue. À cette époque, des huttes se dressaient sur le rebord de la terrasse formant déjà un véritable village.
Durant l'âge du fer (à partir de 1100 av. J.-C.), le site reste occupé. Les tumulus de cette époque sont plus nombreux et plus grands. Les habitants occupant le territoire pendant cette période sont les Celtes.
En 56 av. J.-C., commence la conquête de la Gaule par les Romains. Une fois le territoire romanisé, le site sera traversé par plusieurs routes dont la plus importante reliait Brumath (Brocomagus) à Seltz (Saletio). De rares vestiges de ces antiques voies sont encore existants dans la forêt de Haguenau. À cette époque, il existait sur le territoire du village ce que l'on pourrait assimiler aujourd'hui à une aire de repos. Elle se situait aux abords du ruisseau de l'Eïsenbaechel et était constituée d'une auberge, d'écuries, d'une ferme et de quelques habitations. Sa fonction première était de permettre aux armées romaines en déplacement de se reposer. L'aire fut détruite à la fin de l'Antiquité à la suite du passage des Huns et des Alamans lors des Grandes Invasions. Il est probable que c'est de la connaissance de ce fait d'armes que naquit la légende racontant que le roi des Huns, Attila, serait enterré avec tout son or dans une zone de la forêt toute proche appelée le « Gettseweldele ».

### Moyen Âge
Après le passage des Huns et la chute de l'Empire romain en l'an 476, le site est progressivement abandonné et retourne lentement à l'état sauvage.
Le territoire du village, où se dressait alors quelques huttes, est mentionné pour la première fois en 1257 sous la dénomination de « Rieth » dans une charte signée par Richard de Cornouailles. Ce document atteste les privilèges dont jouissait la ville de Haguenau et de ses habitants sur l'exploitation de la forêt, notamment le bûcheronnage, le glandage de certains animaux d'élevage, et la chasse. Comme le site du Rieth appartenait alors à Haguenau, ses habitants jouissaient aussi de ses droits et privilèges à condition de payer certains impôts à la ville de Haguenau.
En 1347, un morceau du village ne faisait plus partie directement de la ville de Haguenau, mais de la famille Dotzler (les bouffons du palais impérial de Haguenau). Ce territoire devenu plus ou moins indépendant, alors dénommait « Schürhof », deviendra plus tard Schirrhoffen. Le reste du village, le « Schürrieth », est resté possession directe de la ville de Haguenau. Cette partie est l'actuelle Schirrhein. À cette époque, les habitants du village élisaient un homme qui était leur représentant auprès de la ville impériale.
Le 4 mai 1521, l'empereur Charles Quint réaffirme par une nouvelle charte, les droits et privilèges des habitants de Haguenau concernant l'exploitation de la forêt, et donc de ceux de Schirrhein et de Schirrhoffen aussi. Cependant, la ville de Haguenau va tenter maintes fois d'empêcher les habitants du village de jouir des mêmes droits et privilèges. Ces litiges mèneront à un procès de Schirrhein et Schirrhoffen contre la ville de Haguenau quelques siècles plus tard.

### De la Renaissance à la Révolution française
Le XVIe siècle est pour l'ensemble de l'Alsace une période de paix à forte prospérité économique et culturelle. La population et les échanges commerciaux augmentent : c'est la Renaissance.
Cette période prendra fin en 1618 avec la guerre de Trente ans, pendant laquelle l'Alsace perdra plus de la moitié de ses habitants. De nombreux villages ont été totalement détruit et jamais reconstruit. Grâce aux négociations du seigneur de Schirrhoffen avec les hordes de Suédois, les deux villages échappent à un anéantissement total. Le conflit prend fin en 1648 par une victoire française. Le traité de Westphalie, rédigé la même année, rattache l'Alsace au royaume de France.
La région étant dramatiquement dépeuplée, Louis XIV encouragea l'immigration de Suisses, de Bavarois et d'Autrichiens vers l'Alsace. Certains noms de familles très communs dans la commune témoignent de ces origines : les Dorffer, Gentner, Heisserer et Schmitter sont originaires de Bavière et d'Autriche, les Appenzeller et les Schiffli de Suisse.

## Population et société

### Démographie
L'évolution du nombre d'habitants est connue à travers les recensements de la population effectués dans la commune depuis 1793. Pour les communes de moins de 10 000 habitants, une enquête de recensement portant sur toute la population est réalisée tous les cinq ans, les populations de référence des années intermédiaires étant quant à elles estimées par interpolation ou extrapolation. Pour la commune, le premier recensement exhaustif entrant dans le cadre du nouveau dispositif a été réalisé en 2008.

En 2022, la commune comptait 2 263 habitants, en évolution de +2,31 % par rapport à 2016 (Bas-Rhin : +3,17 %, France hors Mayotte : +2,11 %).
| 1793 | 1800 | 1806 | 1821  | 1831  | 1836  | 1841  | 1846  | 1851  |
| ---- | ---- | ---- | ----- | ----- | ----- | ----- | ----- | ----- |
| 600  | 599  | 759  | 1 223 | 1 261 | 1 286 | 1 162 | 1 199 | 1 215 |

| 1856  | 1861  | 1866  | 1871  | 1875  | 1880  | 1885  | 1890  | 1895  |
| ----- | ----- | ----- | ----- | ----- | ----- | ----- | ----- | ----- |
| 1 096 | 1 265 | 1 337 | 1 364 | 1 332 | 1 278 | 1 309 | 1 335 | 1 396 |

| 1900  | 1905  | 1910  | 1921  | 1926  | 1931  | 1936  | 1946  | 1954  |
| ----- | ----- | ----- | ----- | ----- | ----- | ----- | ----- | ----- |
| 1 429 | 1 529 | 1 497 | 1 430 | 1 527 | 1 512 | 1 559 | 1 439 | 1 565 |

| 1962  | 1968  | 1975  | 1982  | 1990  | 1999  | 2006  | 2008  | 2013  |
| ----- | ----- | ----- | ----- | ----- | ----- | ----- | ----- | ----- |
| 1 763 | 1 882 | 1 987 | 1 921 | 1 850 | 2 027 | 2 130 | 2 160 | 2 212 |

| 2018  | 2022  | - | - | - | - | - | - | - |
| ----- | ----- | - | - | - | - | - | - | - |
| 2 242 | 2 263 | - | - | - | - | - | - | - |

### Culture
- Une bibliothèque intercommunale créée en 1994 proposant 10 000 livres environ et bénéficiant de services de la Bibliothèque départementale du Bas-Rhin[26] ;

### Sports

#### Football
L'équipe de football de Schirrhein (Excellence district - niveau 7) a atteint les seizièmes de finale de la Coupe de France après avoir battu Clermont-Ferrand (L2) à Haguenau le 3 janvier 2009, par 4 buts à 2. L'exploit est de taille pour le FC Étoile Schirrhein-Schirrhoffen (fondé en 1922), d'autant plus que les Clermontois menaient 2-0 à l'heure de jeu. C'est la quatrième fois qu'une formation comptant cinq divisions d'écart avec son adversaire se qualifie après l'AS Gardanne en 1960, l'US Sanary en 1982 et l'AS Évry en 1986. C'était la première fois qu'un club d'Excellence arrive à ce niveau de la compétition.
Le club s'est incliné au tour suivant face au Toulouse Football Club (L1) le 24 janvier 2009, sur le score de 8-0, dans le choc le plus déséquilibré de l'histoire de la Coupe de France à ce niveau de la compétition. La fantastique épopée prit fin ce jour-là devant plus de 8 000 spectateurs au Parc des Sports de Haguenau.

## Culture locale et patrimoine

### Lieux et monuments
- L'église Saint-Nicolas.

Ses vitraux sont d'Antoine Heitzmann.
- Nombreuses fermes et maisons à colombages.

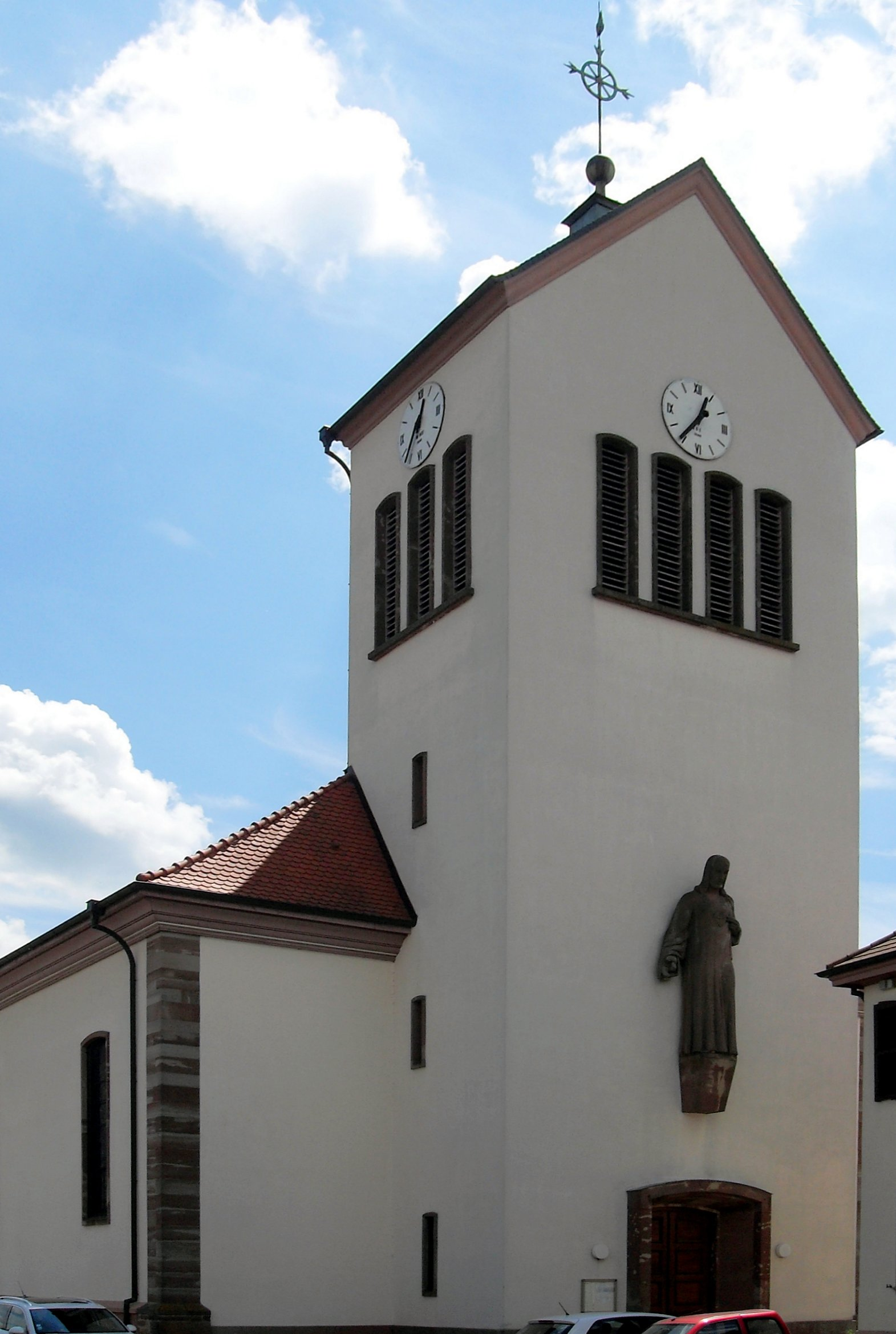
L'église côté ouest.
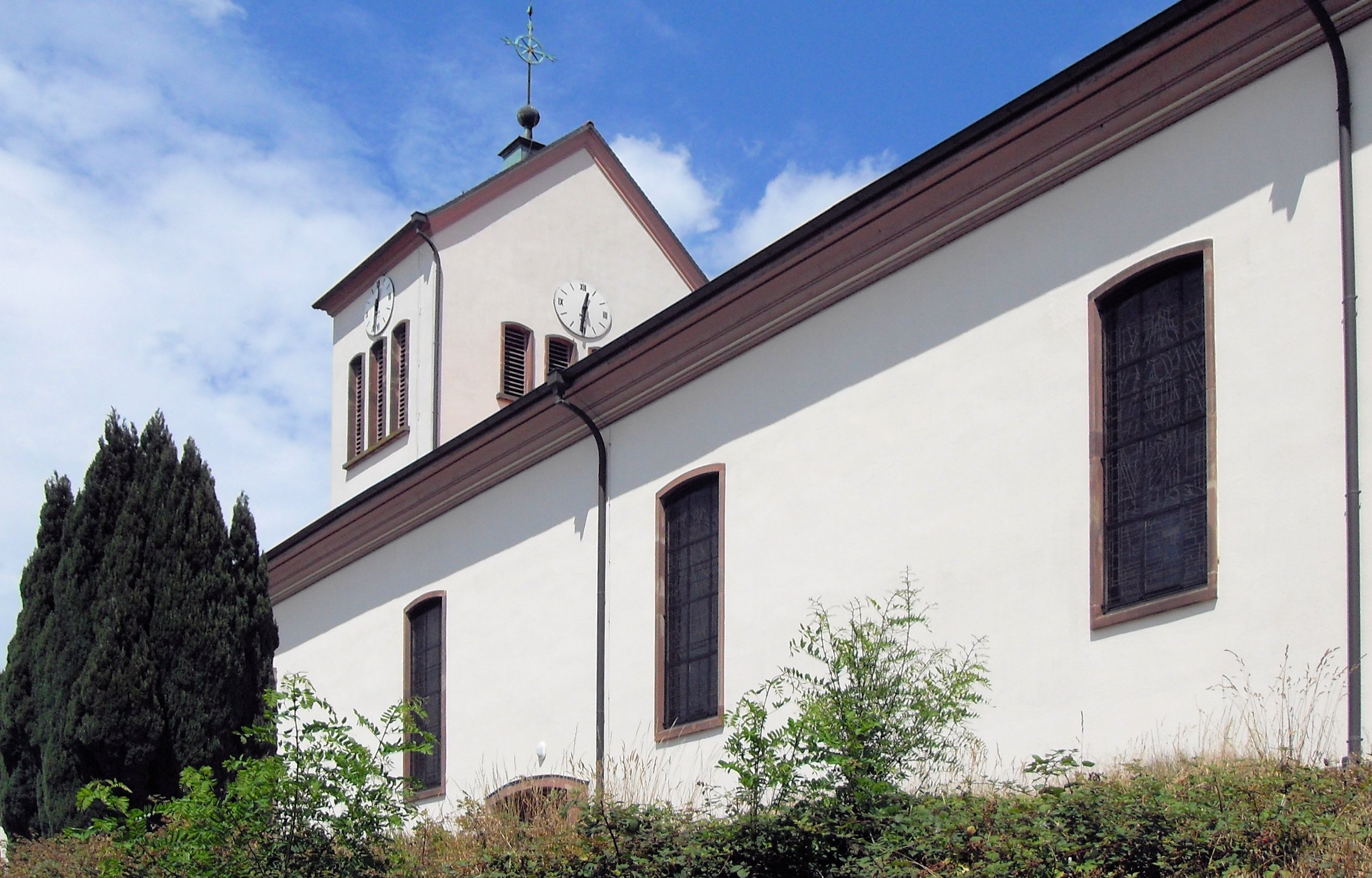
L'église côté sud-est.
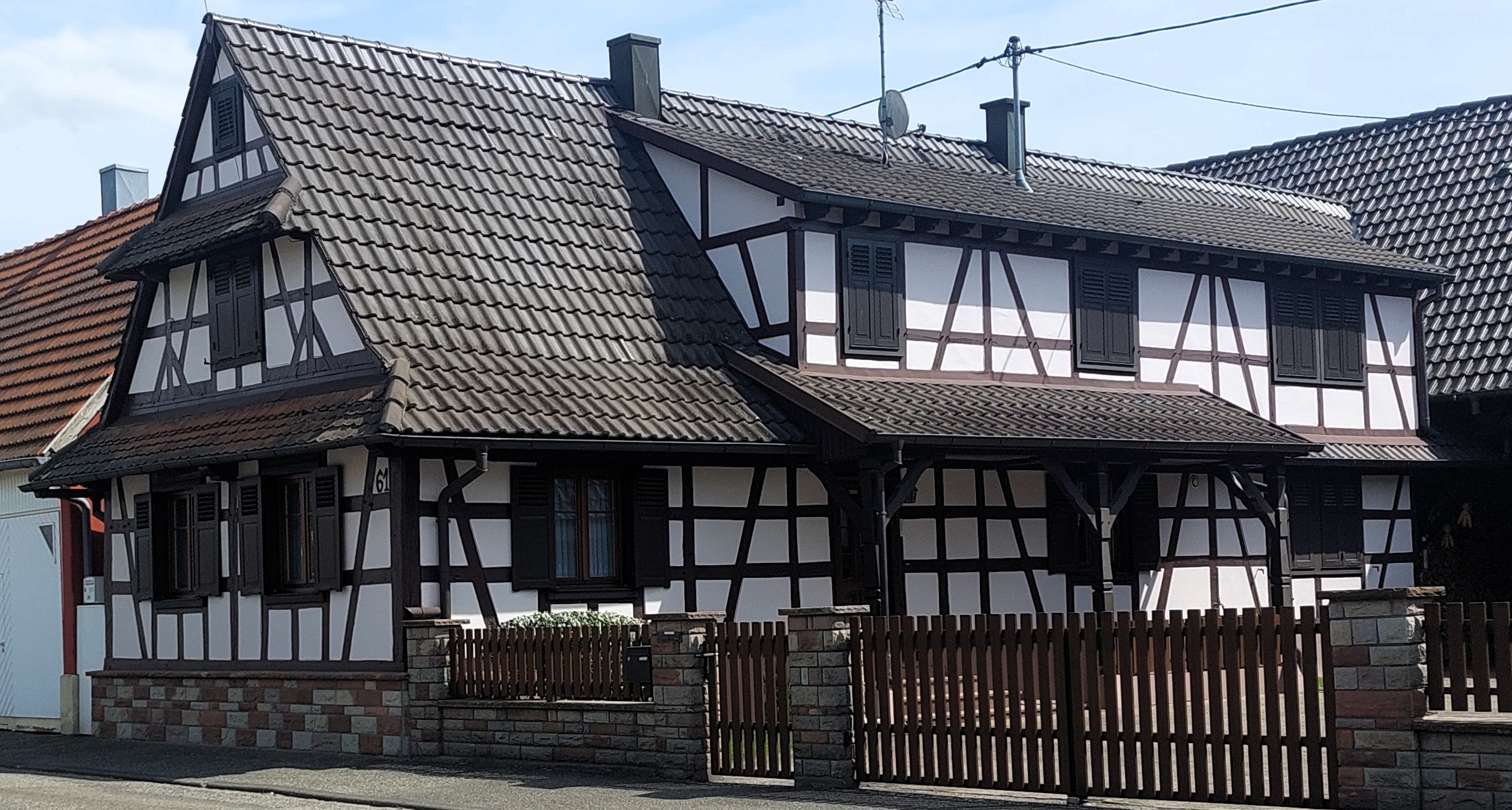
Maison à colombage.

### Personnalités liées à la commune
- Oscar Heisserer (° 1914 – † 2004), natif de Schirrhein, capitaine de l'équipe de France de football à sept reprises, entre 1945 et 1948[27], ayant commencé sa carrière en amateur à Bischwiller, passé ensuite professionnel au Racing Club de Strasbourg.

### Héraldique
| Blason de Schirrhein | Blason  | Parti : au premier d'argent à la hache de bûcheron d'azur, emmanchée de gueules, au second mi-parti d'azur à la quintefeuille d'argent boutonnée de gueules.                                                                                             |
| Blason de Schirrhein | Détails | La hache symbolise l'ancienne activité économique principale du village : le bûcheronnage. La demi fleur à cinq pétales (entière) représente l'ancienne appartenance à la ville de Haguenau, dont le blason et une fleur blanche complète sur fond bleu. |